# Wilhelm Stapel
Wilhelm Stapel (* 27. Oktober 1882 in Kalbe (Milde); † 1. Juni 1954 in Hamburg) war ein deutscher politischer Publizist und Kopf des Hamburger Kreises, einer Gruppe von Denkern, die Armin Mohler der Konservativen Revolution zuordnet. Stapel war Protestant, Nationalist und bekennender Antisemit.

## Leben
Wilhelm Stapel war Sohn eines Uhrmachers, wuchs in Kalbe (Milde) auf und besuchte in Salzwedel (mit einer Unterbrechung, als er eine Buchhändlerlehre absolvierte) das Gymnasium. Nach seinem Abitur studierte er in Göttingen, München und Berlin Kunstgeschichte, Philosophie und Volkswirtschaft. 1911 wurde er in Göttingen bei Edmund Husserl mit der kunstgeschichtlichen Arbeit Der Meister des Salzwedeler Hochaltars. Nebst einem Überblick über die gotischen Schnitzaltäre der Altmark promoviert.
Stapel war damals von den Schriften von Friedrich Naumann und Ferdinand Avenarius beeinflusst, die seine zunächst links-liberale politische Einstellung prägten. Er war in dieser Zeit politischer Redakteur bei dem liberalen Stuttgarter Beobachter. 1911 trat er in eine leitende Position in den Dürerbund von Ferdinand Avenarius ein und wurde von diesem in die Redaktion der Zeitschrift Der Kunstwart geholt. Ein persönliches Zerwürfnis mit Avenarius veranlasste ihn 1916 zum Rücktritt von diesem Engagement. Von 1917 bis 1919 war Stapel Geschäftsführer in dem von Walther Classen 1901 gegründeten Hamburger Volksheim, wo überwiegend volksbildnerische Veranstaltungen angeboten wurden. In einer seiner Reden zur „Volksbürgerlichen Erziehung“, die er 1917 dort hielt, entwickelte Stapel die theoretische Trennung von Volk und Staat, die für sein Denken bis zur Anerkennung der Führerschaft Adolf Hitlers programmatisch bleiben sollte. Stapel war außerdem Mitglied und Förderer der Fichte-Gesellschaft von 1914.
Nach dem Ersten Weltkrieg erfolgte eine politische und weltanschauliche Umorientierung Stapels zu konservativ-deutschnationalen, völkischen und antisemitischen Positionen. Im Januar 1919 wurde Stapel Chefredakteur und Herausgeber der Monatszeitschrift Deutsches Volkstum, die unter seiner Leitung zu einem der führenden antisemitischen Organe der Weimarer Republik wurde. Bestimmenden Einfluss hatte Stapel auf die Hamburger „Hanseatische Verlagsanstalt“, die dem Deutschnationalen Handlungsgehilfen-Verband nahestand. Seine 1917 erschienene Volksbürgerliche Erziehung, die 1942 in einer bearbeiteten Form unter dem Titel Volk. Untersuchungen über Volkheit und Volkstum erschien, war bereits gegen das „unter uns vorhandene jüdische Volkstum“ geprägt. Antisemitismus war für Stapel nichts Negatives, sondern „ein Beweis dafür, dass die Volksseele noch gesund und widerstandsfähig ist“. 1922 folgte seine weit verbreitete Schrift Antisemitismus? In seinen Arbeiten zitierte er immer wieder Hans F. K. Günther, besonders als Kronzeugen für die Auffassung, dass Deutsche und Juden keine „Rassen“, sondern „Völker (sind), die aus mehreren Rassen (…) hervorgegangen sind“. Dementsprechend ist bei Stapel nicht der Begriff „Rasse“, sondern „Volkstum“ entscheidend, und er interpretierte den Konflikt zwischen Juden und Deutschen vor allem als „seelisches Problem“.
Er verwendete als einer der Ersten den Begriff der „Symbiose zwischen Deutschen und Juden“, die er allerdings als keinen wünschenswerten Zustand betrachtete. „Den Streit zwischen Juden und Antisemiten“, so Stapel, werde man nicht begreifen, wenn man diesen nur als einen Streit von Individuen betrachte. Es handele sich nicht darum, dass „einzelne Menschen dieser Art mit einzelnen Menschen anderer Art“ nicht auskommen könnten. Vielmehr handele es sich um einen grundlegenden charakterlichen Gegensatz von Völkern: „Volksinstinkte, Volksanlagen, Volkheiten stoßen aufeinander.“ So stehe dem deutschen Antisemitismus komplementär ein jüdischer „Antigermanismus“ gegenüber. Diesen Gegensatz zu konstatieren bedeute jedoch keine Abwertung des Judentums. Stapel warnte vor „staatlichen Radikalkuren“, wertete den Zionismus positiv und empfahl die Wahrung von geistiger „Distanz“.
Der Antisemit Hans Blüher bezeichnete Stapel anerkennend als „einen der wenigen echten Antisemiten“ in Deutschland. 1932 antwortete Carl von Ossietzky mit einer Polemik auf Stapels Aufsatzsammlung Antisemitismus und Antigermanismus (1928) und Blühers Die Erhebung Israels gegen die christlichen Güter (1931), die zum Teil auf Stapel Bezug nahm. Obwohl sich sowohl Blüher als auch Stapel explizit gegen eine gewaltsame Lösung der „Judenfrage“ aussprächen, unterstellte Ossietzky eine Komplizenschaft mit dem Antisemitismus der Nationalsozialisten: „Die Herren vergessen den Zeithintergrund und welche Resonanz sie finden können. […] Ein gut gezieltes Wort genügt, um Hände in Bewegung zu bringen. In dieser Zeit liegt viel Blut in der Luft. Der literarische Antisemitismus liefert nur die immateriellen Waffen zum Totschlag.“
Seit 1931 trat Stapel für den Nationalsozialismus ein, den er mit einer christlich-protestantischen Grundlage in Einklang zu bringen versuchte. Nach der von Stapel begrüßten Machtübernahme des NS-Regimes wurde er bald in Konflikte mit den neuen Machthabern verwickelt. Bereits im Frühjahr 1933 war seine Position in der Hanseatischen Verlagsanstalt durch Anfeindungen Alfred Rosenbergs gefährdet, doch Rudolf Heß schützte Stapels Unabhängigkeit. So war Stapel auch nie NSDAP-Parteimitglied geworden. 1936 holte Walter Frank Stapel, den er aus der Zeitschrift Deutsches Volkstum kannte, in seine Forschungsabteilung Judenfrage, die vom 1935 gegründeten Reichsinstitut für Geschichte des neuen Deutschlands zur wissenschaftlichen Untermauerung des Antisemitismus eingerichtet worden war. In diesem Kontext entstand 1937 Stapels Arbeit Die literarische Vorherrschaft der Juden 1918 bis 1933. In Bezug auf den Antisemitismus gab es innerhalb des Nationalsozialismus konkurrierende Strömungen. Die Forschungsabteilung Judenfrage stand in unmittelbarer Konkurrenz zu Alfred Rosenbergs Institut zur Erforschung der Judenfrage. In der SS-Publikation Das Schwarze Korps und in anderen offiziellen Zeitungen wurde Stapel zunehmend kritisiert. Schließlich war der Druck auf Stapel so groß, dass er sich 1938 als Herausgeber des Deutschen Volkstums zurückzog. Die Zeitschrift erschien noch bis zu ihrer Einstellung 1941. Stapel war nun weitgehend aus der Publizistik ausgeschaltet. Noch im Jahre 1939 erklärte er seine Mitarbeit am Institut zur Erforschung und Beseitigung des jüdischen Einflusses auf das deutsche kirchliche Leben.
Zu Stapels bekanntesten Werken gehörten seine satirischen Polemiken, die in den Bänden Literatenwäsche (1930, illustriert von A. Paul Weber) und Stapeleien (1939) gesammelt wurden. Stapel pflegte außerdem die Besonderheit des „Übersetzens ins Gemeindeutsche“, etwa von Wolfram von Eschenbachs Parzival, dem Heliand und Kants Kritik der reinen Vernunft.
Nach Kriegsende wurden in der Sowjetischen Besatzungszone Stapels Schriften (alle in der Hanseatischen Verlags-Anstalt) Antisemitismus und Antigermanismus (1928), Literatenwäsche (1930), Sechs Kapitel über Christentum und Nationalsozialismus (1931), Der christliche Staatsmann (1932), Preußen muß sein (1932), Die Kirche Christi und der Staat Hitlers (1933), Volkskirche oder Sekte? (1934), Das Christentum politisch gesehen (1937), Die literarische Vorherrschaft der Juden in Deutschland 1918 bis 1933 (1937) und Volk (1942) auf die Liste der auszusondernden Literatur gesetzt.
In der Deutschen Demokratischen Republik folgte auf diese Liste noch sein Antisemitismus (1922).

## Veröffentlichungen (Auswahl)
- Avenarius-Buch. Ein Bild des Mannes aus seinen Gedichten und Aufsätzen. Callwey, München 1916.
- Das geistige Deutschland und die Republik. Hanseatische Verlagsanstalt, Hamburg 1921 (Digitalisat).
- Die Fiktionen der Weimarer Verfassung – Versuch einer Unterscheidung der formalen und der funktionalen Demokratie. Hanseatische Verlagsanstalt, Hamburg 1928.
- Antisemitismus und Antigermanismus – Über das seelische Problem der Symbiose des deutschen und des jüdischen Volkes. Hanseatische Verlagsanstalt, Hamburg 1928.
- Literatenwäsche. Mit Zeichnungen A. Paul Webers, Widerstandsverlag Anna Niekisch, Leipzig 1929, ab 1930 Hanseatische Verlagsanstalt Hamburg.
- Sechs Kapitel über Christentum und Nationalsozialismus, 1931.
- Der christliche Staatsmann. Eine Theologie des Nationalismus, 1932.
- Preußen muß sein, Hanseatische Verlagsanstalt, Hamburg 1932.
- Die Kirche Christi und der Staat Hitlers, Hanseatische Verlagsanstalt, Hamburg 1933.
- Das Gesetz unseres Lebens, Hanseatische Verlagsanstalt, Hamburg 1939.
- Die literarische Vorherrschaft der Juden in Deutschland 1918 bis 1933. Hanseatische Verlagsanstalt, Hamburg 1937 (= Schriften des Reichsinstituts für Geschichte des neuen Deutschlands, Bd. 7).[20]
- als Herausgeber: Deutsches Volkstum. Monatsschrift für das deutsche Geisteslebern.[21]

Als Übersetzer
- Der Heliand. Carl Hanser Verlag, München 1953.
- Parzival, von Wolfram von Eschenbach, übertragen von Wilhelm Stapel. Ullstein Verlag, Berlin 1996, ISBN 978-3-548-23908-8[22]
- Kants Kritik der reinen Vernunft ins Gemeindeutsche übersetzt, 2 Bände, 1919/1921.

## Sekundärliteratur
- Heinrich Keßler: Wilhelm Stapel als politischer Publizist. Ein Beitrag zur Geschichte des konservativen Nationalismus zwischen den beiden Weltkriegen. Erlangen 1967.
- Helmut Thomke: Politik und Christentum bei Wilhelm Stapel. Mainz 1973.
- Jochen Meyer: Aufstand der Landschaft gegen Berlin. Wilhelm Stapel und seine Zeitschrift „Deutsches Volkstum“ Hamburg 1919–1938. In: Berlin - Provinz. Literarische Kontroversen um 1930, bearb. von Jochen Meyer. In: Marbach-Magazin 35/1985, S. 6–46.
- Ascan Gossler: Theologischer Nationalismus und völkischer Antisemitismus. Wilhelm Stapel und die „konservative Revolution“ in Hamburg. Hamburg 1997.
  - Ascan Gossler: Publizistik und konservative Revolution. Das „Deutsche Volkstum“ als Organ des Rechtsintellektualismus 1918–1933. Lit, Münster 2001.
- Oliver Schmalz: Kirchenpolitik unter dem Vorzeichen der Volksnomoslehre. Wilhelm Stapel im Dritten Reich. Frankfurt 2004.
- Oliver Schmalz: Stapel, Wilhelm. In: Neue Deutsche Biographie (NDB). Band 25, Duncker & Humblot, Berlin 2013, ISBN 978-3-428-11206-7, S. 56 (Digitalisat).
- Roland Kurz: Nationalprotestantisches Denken in der Weimarer Republik. Voraussetzungen und Ausprägungen des Protestantismus nach dem Ersten Weltkrieg in seiner Begegnung mit Volk und Nation. Gütersloher Verlags-Haus, Gütersloh 2007, ISBN 978-3-579-05779-8.
- Siegfried Lokatis: Antisemitismus, Volkstumsgedanke und die Organisation völkischer Gesinnungsliteratur unter besonderer Berücksichtigung Wilhelm Stapels, Dissertation Staatliches Prüfungsamt für Lehrämter an Schulen, Lehrerprüfungsarbeit Bochum 1985, OCLC 248042365
- Thomas Vordermayer: Die Kehrtwende des Wilhelm Stapel. Von den liberalen Anfängen eines völkischen Publizisten und ihrer national(sozial)istischen Revision nach 1918. In: Heuss-Forum 3/2017.